# تاله ایفاسن
تاله ایفاسن (به عربی: تالة ایفاسن) یک شهرداری در الجزایر است که در استان سطیف واقع شده‌است.